# Gyökércsúcscsonkolás
A gyökércsúcscsonkolás vagy -rezekció (resectio) egy szájsebészeti/endodonciai beavatkozás, mely során a gyökércsúcsnál található gyulladásos szövetet eltávolítják. A beavatkozás során a gyökércsúcsból is eltávolítanak, mivel az itt található gyökércsatorna-elágazódásokban (delta apicaléban) megtelepedett baktériumok a gyulladást újraindítanák. Javallata elsősorban a konzervatív gyökérkezelés sikertelensége. A beavatkozást általában helyi érzéstelenítésben végzik és egy kis ablakot képeznek az állcsonton, amelyen keresztül a gyulladt szöveteket eltávolítják, a fogat pedig egy jól záró gyökértöméssel látják el. A gyökércsúcscsonkolást csak végső esetben szokták végezni alacsony, kb. 60%-os sikeressége miatt. Ezzel szemben egy helyesen kivitelezett gyökérkezelés 95%-ban sikeres. Elsősorban frontfogakon és kisőrlőkön végzik. A nagyőrlőknél a nehezebb rálátás miatt nehéz a kivitelezése, így bölcsességfogaknál nem is folyamodnak ehhez a technikához. 

## Javallatok, ellenjavallatok
Klinikai és röntgenvizsgálat során állapítják meg. Ilyenkor felmérik a gyökér hosszát, alakját, a gyulladás kiterjedését és állapotát, a fogágy állapotát. Rezekciót csak akkor végeznek, ha a beavatkozás után a fog gyökerének kétharmada ép szövetben marad. Ez nem csak azt jelenti, hogy a gyökér hosszából maximálisan csak egyharmad részt lehet eltávolítani, hanem a fogágy épségét is feltételezi.
A műtéthez a következő esetekben szoktak folyamodni: 
- ha a gyökérkezelés nem kivitelezhető (görbe gyökerek, szűk gyökércsatornák, a gyökércsatorna átjárhatatlansága: denticulus, becementezett gyökércsapos fogmű, beletört endodonciás tű, ha álutat (viae falsae) képeztek egy korábbi beavatkozás során)
- ha a konzervatív gyökérkezelés nem járt sikerrel
- az állcsontok törése esetén, ha a törésvonal a gyökér csúcsi egyharmadán halad át
- gócbetegség esetén, mert kisebb a bakteriális szóródás esélye, mint a gyökérkezelés esetén

A műtét ellenjavallatai:
- ha a periapikális folyamat a gyökér hosszának több mint egyharmadát befogja, ilyenkor a fog eltávolítása a lehetséges megoldás
- ha a fog koronája annyira tönkrement, hogy azt nem lehet protetikailag helyreállítani
- előrehaladott fogágybetegség, a fognak nem maradna biztos elhorgonyzása
- dekompenzált általános betegségek: vérzékenység, szívelégtelenség, szívinfarktus, szívritmuszavarok, májbetegség, pajzsmirigy-túlműködés stb.

## A műtét
A műtétet általában a gyulladás nyugalmi fázisában végzik, mivel ilyenkor kisebb a baktériumok szétszórásának az esélye. Ugyancsak a bakteriális felülfertőződés megelőzésének az érdekében először a szájüregben lévő szuvas fogakat, más gyulladásos folyamatokat kezelik. A gyökércsatorna tágítását általában a műtét előtt végzik, csökkentve a műtéti időt. Ha a csatornát ki tudják szárítani, a gyökértömést is el lehet végezni.
A helyi érzéstelenítés után a metszést a szájtornácban ejtik, mindig vigyázva arra, hogy a metszés vonala ne essen egybe az eltávolított csontrésszel. Ellenkező esetben a csont gyógyulása nem megfelelő. A metszés a csonthártyát is átvágja, melyet speciális műszerekkel lefejtenek a csontról. A gyökércsúcs irányában lévő csontot fiziológiás oldattal történő hűtés mellett átfúrják. A gyulladás kiterjedésének megfelelően a gyökeret ferdén lemetszik és a gyulladásos szövettel együtt eltávolítják. Ha a folyamat heveny fázisban van, a körülötte lévő csont felpuhult és nem lehet egy darabban eltávolítani. Ilyenkor a felpuhult csontot is kikaparják. 
Ha a csatorna nem volt előre feltágítva, akkor azt ebben a fázisban előkészítik a gyökértömésre. A gyökértömést kétféleképpen lehet készíteni: ortográd és retrográd úton. Ortográd gyökértömés esetén a tömőanyagokat a fog koronája felől viszik be, mint a konzervatív gyökérkezelés során. Retrográd gyökértömést általában akkor készítenek, amikor a fogon van egy becementezett gyökércsapos fogmű. Ilyenkor a tömőanyagot a feltárt gyökércsúcs irányából juttatják be. A gyökértömés a legfontosabb lépése a beavatkozásnak. Ha nem tisztítják ki megfelelően a csatornát vagy nem készítenek falálló tömést, az ott található baktériumok újra beindíthatják a gyulladást. A tömés után az üreget fiziológiás oldattal átmossák és zárják.
A beavatkozás után enyhe fájdalom és duzzadás észlelhető. Ezért 2-3 napig hidegvizes borogatást szoktak felírni. Ezenkívül fertőtlenítő oldattal való öblögetést, folyékony, puha étrendet ajánlanak. A seb véglegesen 6-12 hónap alatt gyógyul. Két eset lehetséges: az üreg helyén újraképződik a csontszövet (röntgenfelvételen  csak a rövidebb gyökér látszik), a seb fibrotikusan gyógyul. Utóbbi esetben egy kötőszövetből álló hegszövet képződik. Ez sugáráteresztő, így a röntgenfelvételen ugyanúgy néz ki, mint a gyulladás következtében fellépő csontfelszívódás (tehát mint a beavatkozás előtt). Elkülönítése egy recidívától a klinikai tünetek, elsősorban a fájdalom jelenléte alapján történik. Az ilyen fibrotikus hegszövet kialakulásának a megelőzésére csontpótló anyagokat is szoktak a sebbe helyezni.

## Szövődmények, balesetek
A műtét során megnyílhat az arcüreg, ilyenkor arra ügyelnek, hogy ne kerüljön semmi bele, felhívják a beteg figyelmét, hogy ne fújja az orrát és preventíve antibiotikumot írnak fel pár napig. Frontfogak esetén az orrüreg is megnyílhat. Alsó kisőrlőkön történő beavatkozás során a foramen mentalén kilépő ér-ideg köteg megsértése fordulhat elő.
Ha a beavatkozás helyén vérgyülem (heamatoma) keletkezik, a sebet újra megnyitják és drénezik. Ha a fájdalom és a duzzanat nem szűnik meg 1-2 nap után, felülfertőződésre kell gondolni. Ennek oka lehet: a gyulladásos szövet nem teljes eltávolítása, helytelen gyökértömés, bent felejtett idegentestek, a csont túlmelegítése a fúrás során. Ebben az esetben a sebbe egy jodoformos gézcsíkot helyeznek a gyulladás termékeinek a levezetésére, és antibiotikumot adagolnak.